# 그루타스 공원

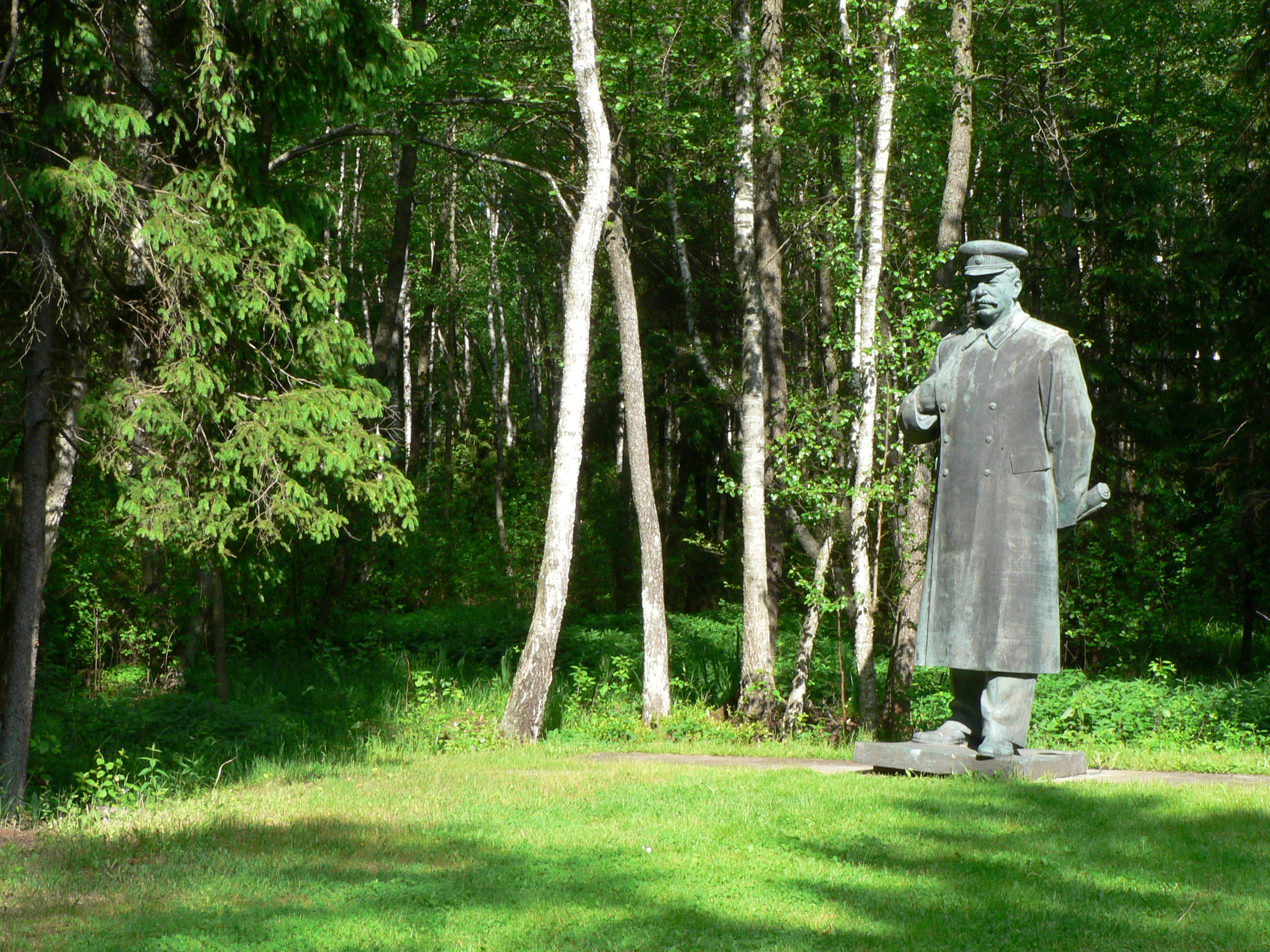
빌뉴스에 있었다가 그루타스 공원으로 옮겨진 스탈린의 동상.

그루타스 공원(리투아니아어: Grūto parkas)은 리투아니아 남부 드루스키닝카이(Druskininkai)에 있는 공원으로, 리투아니아가 소련에 점령된 당시 설치되었던 유적을 전시해 두었다. 2001년 기업가 빌류마스 말리나우스카스(Viliumas Malinauskas)가 세웠다.

## 역사
1990년 리투아니아의 소련 점령이 끝난 이후, 소련 시대에 세워진 여러 조각상들은 철거되어 여러 곳에 나뉘어 방치되고 있었다. 말리나우스카스는 사립 박물관을 세우기 위하여 조각상에 대한 권리를 리투아니아 정부에 요청하였다. 이 공원은 주키야 국립 공원의 습지 내에 자리잡고 있다. 공원 시설물은 소련 굴라그 강제 수용소를 재구성한 것으로, 나무로 포장된 길, 감시탑, 철조망 등이 있다.
공원 설립 당시 강력한 반대가 있었기 때문에 계획되었던 시설 중 일부는 지어지지 못했다. 원래 계획에는 공원 방문객을 굴라그로 강제 이주되었을 때 사용되었던 것과 비슷한 기차를 통해서 입구에서 공원까지 수송하는 것이 있었으나, 열차의 모형을 전시하는 것으로 끝났다. 2007년 1월에는 리투아니아 저작권 위원회에서 공원에 전시된 작품 중 일부를 제작한 7명의 작가를 대리하여 작품에 대한 저작권료를 납부할 것을 요청받았다.
그루타스 공원 및 창시자 말리나우스카스는 2001년 이그 노벨상을 수상하였다.

## 시설
46명의 작가가 작업한 86명의 조각상이 있으며, 인물에 따라서 분류되어 있다. 전체주의를 다루고 있는 공간에서는 블라디미르 레닌, 이오시프 스탈린, 카를 마르크스를 비롯한 공산주의 지도자 및 사상가의 조각상을 전시하고 있다. 공포를 다루고 있는 공간에서는 리투아니아 공산당 창립자(지그마스 알렉사앙가리에티스(Zigmas Aleksa-Angarietis), 빈차스 미츠케비추스캅수카스(Vincas Mickevičius-Kapsukas)) 및 붉은 군대 사무관(펠릭사스 발투시스제마이티스(Feliksas Baltušis-Žemaitis), 이에로님 우보레비흐(Ieronim Uborevich)), 펠릭스 제르진스키의 조각상을 전시하고 있다. 소련을 다루고 있는 공간에서는 1926년 리투아니아 쿠데타로 인하여 처형된 리투아니아 공산주의 지도자 4명의 조각상 및 1918년-1919년 리투아니아-소련 전쟁 당시의 공산주의자들의 조각상을 전시하고 있다. 마리테 멜니카이테(Marytė Melnikaitė)를 비롯한 소련 파르티잔도 별개의 공간에 전시되어 있다. 공원 내에 있는 실내 전시실에서는 대량 강제 이주, 리투아니아 파르티잔 탄압 등 소련 정권이 리투아니아에 끼친 피해를 소개하고 있다.
그 외 부대 시설로는 놀이터, 동물원, 카페가 있으며, 소련 시대의 양식을 모방하여 설계되었다. 실외 무대에서는 소련 시대에 열린 축제를 재현하는 행사가 부정기적으로 열린다.